# Smalstjärtad stare
Smalstjärtad stare (Poeoptera lugubris) är en fågel i familjen starar inom ordningen tättingar.

## Utseende och läte
Hane smalstjärtad stare är glansigt lilasvart med en lång och spetsig stjärt. Honan är mattare gråsvart med kortare stjärt. Båda könen har genomträngande gula ögon som kontrasterar kraftigt med fjäderdräkten. Bland lätena hörs korta "tuwee!" eller stigande "dree!" som kan verka rätt melodiska när de avges av en flock.

## Utbredning och systematik
Fågeln förekommer i Afrika från Sierra Leone till norra Angola, Demokratiska republiken Kongo och västra Uganda samt även på ön Bioko. Den behandlas som monotypisk, det vill säga att den inte delas in i några underarter.

## Levnadssätt
Smalstjärtad stare hittas i skogsområden, huvudsakligen i låglänta områden men ibland högt upp i bergstrakter. Där ses den ofta i flockar högt uppe i fruktbärande träd.

## Status och hot
Arten har ett stort utbredningsområde, men tros minska i antal, dock inte tillräckligt kraftigt för att den ska betraktas som hotad. Internationella naturvårdsunionen IUCN listar arten som livskraftig (LC).